# Wells Fargo
Wells Fargo & Company är en amerikansk affärsbank och finansbolag.
Företaget grundades den 18 maj 1852 av Henry Wells och William Fargo. Företaget är mest känt för sin transportservice som även omfattade brev. Genom ett väl utbyggt nät av ombud och postlådor utgjorde de ett alternativ till US Mail. Tidvis ansågs de vara tillförlitligare och snabbare. Företaget köpte 1866 upp Ponnyexpressen för 2 000 000 USD. När järnvägsnätet etablerades i USA fick företaget svårigheter med posthanteringen då man inte tillräckligt raskt bytte från häst eller diligens för sina transporter. 
Numera är Wells Fargo en av USA:s största bankkoncerner.